# 京都府知事

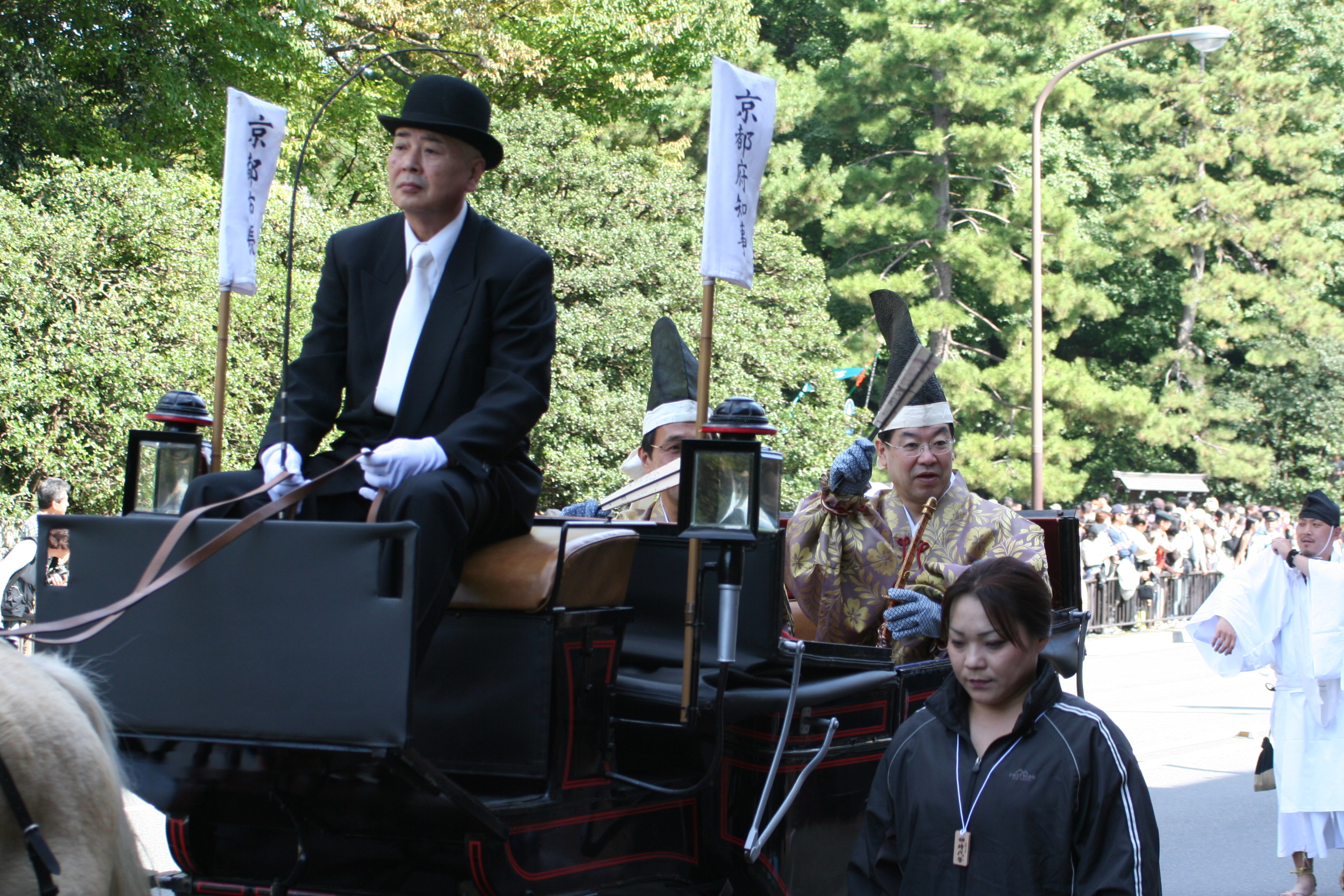
時代祭行列

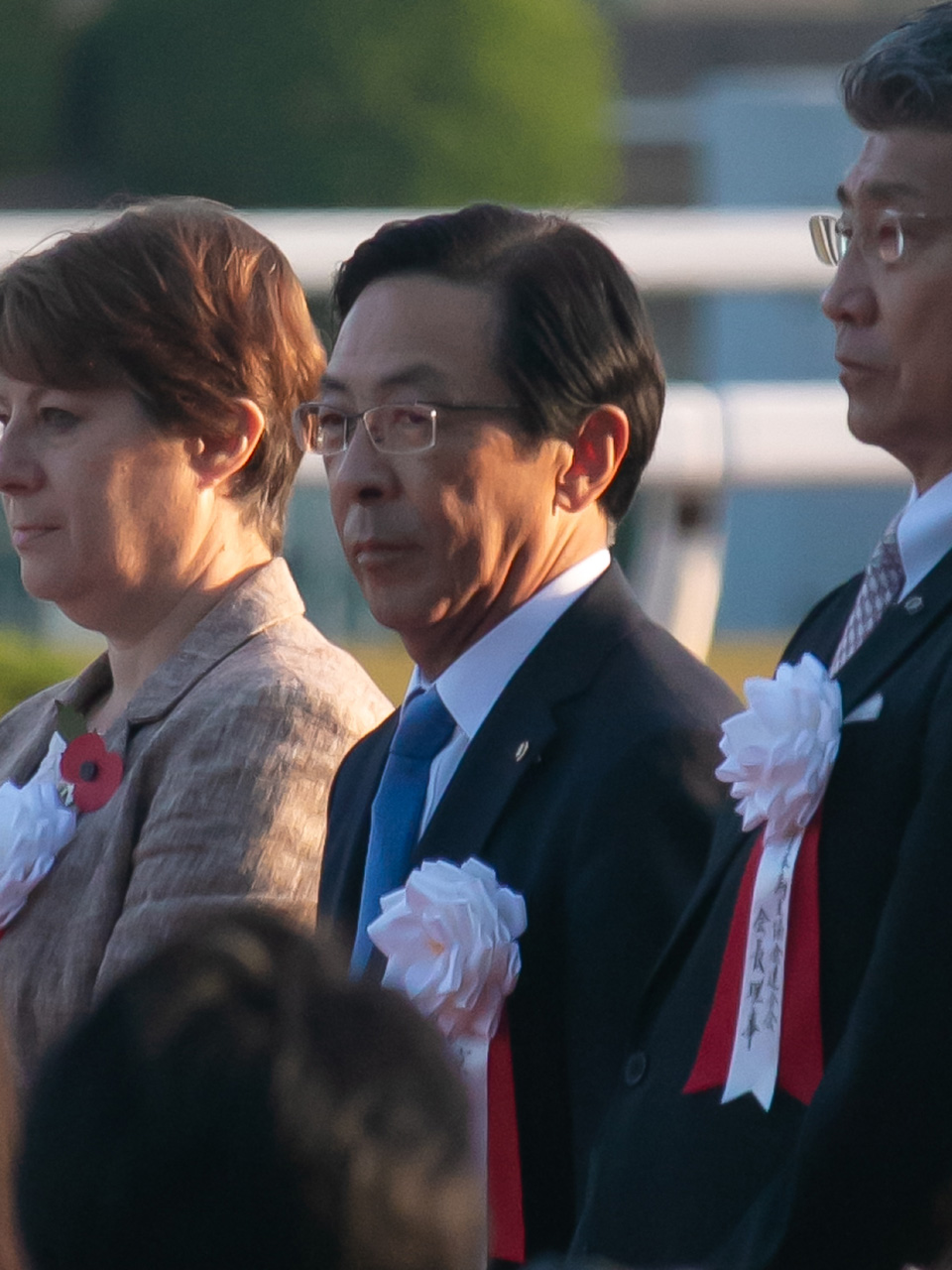
エリザベス女王杯表彰式

京都府知事（きょうとふちじ、英: Governor of Kyoto Prefecture）は、地方公共団体である京都府の首長。京都府を統括・代表する執行機関であり、特別職の地方公務員。
1868年、王政復古とともに設立された京都市中取締所及びその後身の京都裁判所の総督職を引き継ぎ、京都府知事の職が設けられた。以降、1947年まで政府による任命が続いた。1889年から1898年は特例により、市制の施行にともない発足した京都市の市長の職務も執り行った。
現在の知事は西脇隆俊。関西広域連合広域連合委員会の広域観光・文化・スポーツ振興担当や関西観光本部副理事、関西文化学術研究都市建設推進協議会の代表委員などを務める。
知事公館はなく、京都御苑と道を隔てて面していた1920年竣工の公舎の跡地には、1988年に京都府公館と府民ホールが整備されている。
時代祭の行列では名誉奉行役となり、中央競馬のエリザベス女王杯では京都府知事賞の授与を行う。

## 歴代の京都府知事
1947年までの32代32人の知事は官選による。公選制に変わってから選出された20代6人の知事のうち、地元の京都府出身者は2人であり、最長の在職期間は蜷川虎三の7期28年である。

## 京都府知事選挙
初回の1947年4月以降、20回の選挙が行われた。3回目にあたる1954年の選挙からはすべて知事の任期満了により執行されている。

## 京都府副知事
知事の補助機関である副知事の定員は3人。現在の副知事および知事の職務を代理する順序は次の通り。
- 古川博規 - 2020年7月1日就任。知事直轄組織、危機管理部、総務部、文化生活部、健康福祉部、教育委員会と公安委員会に関する事務を担任する。前職は京都府企画理事。
- 鈴木一弥 - 2024年3月23日就任。総合政策環境部、商工労働観光部、農林水産部、建設交通部、教育委員会及び公安委員会を除く行政委員会に関する事務を担任する。前職は京都府企画理事。
- 武田一寧 - 2024年6月28日就任。前職は国土交通省物流・自動車局総務課長。

歴代の京都府副知事
荒巻禎一と山田啓二は後に京都府知事に就任した。また、野中広務は副知事の前に園部町長、府議会議員、後に内閣官房長官、自民党幹事長を務めた。
- 井上清一（1947-1950）
- 田村義雄（1950-1953）
- 石澤守雄（1955-1967）
- 山田芳治（1967-1972）
- 野中広務（1978-1982）
- 荒巻禎一（1978-1986）
- 植田穂積（1982-1986）
- 片山健三（1986-1990）
- 草木慶治（1987-2002）
- 大宮正（1990-1993）
- 鴇田勝彦（1993-1995）
- 細野光弘（1996-1999）
- 木村功（1999-2001）
- 山田啓二（2001-2002）
- 佐村知子（2002-2006）
- 麻生純（2002-2010）
- 猿渡知之（2006-2009）
- 小石原範和（2006-2010）
- 太田昇（2010-2013）
- 山内修一（2010-2020）
- 岡西康博（2012-2015）
- 山下晃正（2013-2024）
- 城福健陽（2015-2018）
- 舟本浩（2018-2021）
- 鈴木貴典（2021-2024）